# Elisa Fernández
Elisa Fernández es una jinete mexicana que compitió en la modalidad de salto ecuestre. Ganó dos medallas en los Juegos Panamericanos de 1971, oro en la prueba individual y plata por equipos.

## Palmarés internacional
| Juegos Panamericanos | Juegos Panamericanos | Juegos Panamericanos | Juegos Panamericanos |
| Año                  | Lugar                | Medalla              | Categoría            |
| -------------------- | -------------------- | -------------------- | -------------------- |
| 1971                 | Cali (Colombia)      | Medalla de oro       | Individual           |
| 1971                 | Cali (Colombia)      | Medalla de plata     | Por equipos          |